# Макдональд, Мари
Мари́ Макдо́нальд Те́йлор (англ. Marie McDonald Taylor, урождённая Ко́ра Мари́ Фрай (англ. Cora Marie Frye); 6 июля 1923 — 21 октября 1965) — американская актриса и певица.

## Биография
Мари Макдональд родилась в 1923 году. Её родители развелись, когда ей было 6 лет. Вместе с матерью и отчимом переехала в Йонкерс. В 15 лет бросила школу и начала участвовать в конкурсах красоты.
Семь раз была замужем, дважды (третий и четвёртый браки) за Гарри Карлом, который стал отцом её троих детей. Умерла в 42 года от передозировки наркотиков.

## Фильмография
| Год  |     | Русское название                 | Оригинальное название         | Роль               |
| ---- | --- | -------------------------------- | ----------------------------- | ------------------ |
| 1941 | ф   | Всё началось с Евы               | It Started with Eve           | продавщица сигарет |
| 1942 | ф   | —                                | You’re Telling Me             | девушка            |
| 1942 | ф   | —                                | Pardon My Sarong              | Ферна              |
| 1942 | ф   | Счастливчик Джордан              | Lucky Jordan                  | Перл               |
| 1942 | ф   | Крик в темноте                   | A Scream in the Dark          | Джоан Аллен        |
| 1943 | ф   | —                                | Riding High                   | танцовщица         |
| 1943 | кор | —                                | Caribbean Romance             | пассажирка         |
| 1943 | ф   | —                                | Tornado                       | Дайана Линден      |
| 1944 | ф   | —                                | Standing Room Only            | Опал               |
| 1944 | ф   | Я люблю солдата                  | I Love a Soldier              | Грейси             |
| 1944 | ф   | Наши сердца были молоды и веселы | Our Hearts Were Young and Gay | блондинка          |
| 1944 | ф   | Гостья в доме                    | Guest in the House            | Мириам             |
| 1945 | ф   | Всегда рады                      | It’s a Pleasure               | Гейл Флетчер       |
| 1945 | ф   | —                                | Getting Gertie’s Garter       | Герти Кеттеринг    |
| 1947 | ф   | Жизнь на широкую ногу            | Living in a Big Way           | Марго Морган       |
| 1949 | ф   | —                                | Tell It to the Judge          | Джинджер Симмонс   |
| 1950 | ф   | Украв однажды                    | Once a Thief                  | Фло                |
| 1950 | ф   | —                                | Hit Parade of 1951            | Мишель             |
| 1958 | ф   | Мальчик-гейша                    | The Geisha Boy                | Лола Ливингстон    |
| 1959 | с   | Шоу Реда Скелтона                | The Red Skelton Show          | Лил                |
| 1963 | ф   | Обещания! Обещания!              | Promises… Promises!           | Клэр Баннер        |